# Lumijoki
Lumijoki, la rivière de la neige en finnois, est une municipalité du nord-ouest de la Finlande, dans la région d'Ostrobotnie du Nord.

## Géographie
Elle n'est aujourd'hui guère plus qu'une petite commune rurale du fond du Golfe de Botnie, dépourvue de relief. Elle fait face à la grande île d'Hailuoto. L'agriculture fournit encore 31 % des emplois, un des taux les plus élevés du pays.
Lumijoki est dotée d'une administration municipale en 1867. Si la population a nettement décru au cours du XXe siècle, la tendance est aujourd'hui à la remontée en raison de la proximité relative d'Oulu, distante de 40 km.
Les municipalités voisines sont Liminka à l'est, Ruukki au sud et Siikajoki à l'ouest.

## Histoire
La première mention du lieu date de 1496. Des soldats russes de passage signalent alors un petit village côtier. Celui-ci fait à ce moment-là partie de Liminka, mais construit sa propre église dans les années 1620. La Grande Guerre du Nord ramène les soldats russes dans la région: c'est la grande rage, les envahisseurs rasent les villages, brûlent les récoltes et massacrent de nombreux habitants. Les deux années les plus sanglantes sont 1714 et 1715, et si le pays est touché dans sa totalité c'est Liminka et Lumijoki qui ont le triste privilège de payer le plus lourd tribut, perdant 4/5 de leur population en 2 ans, morts ou contraints à l'exode.